# Ném bom khu vực

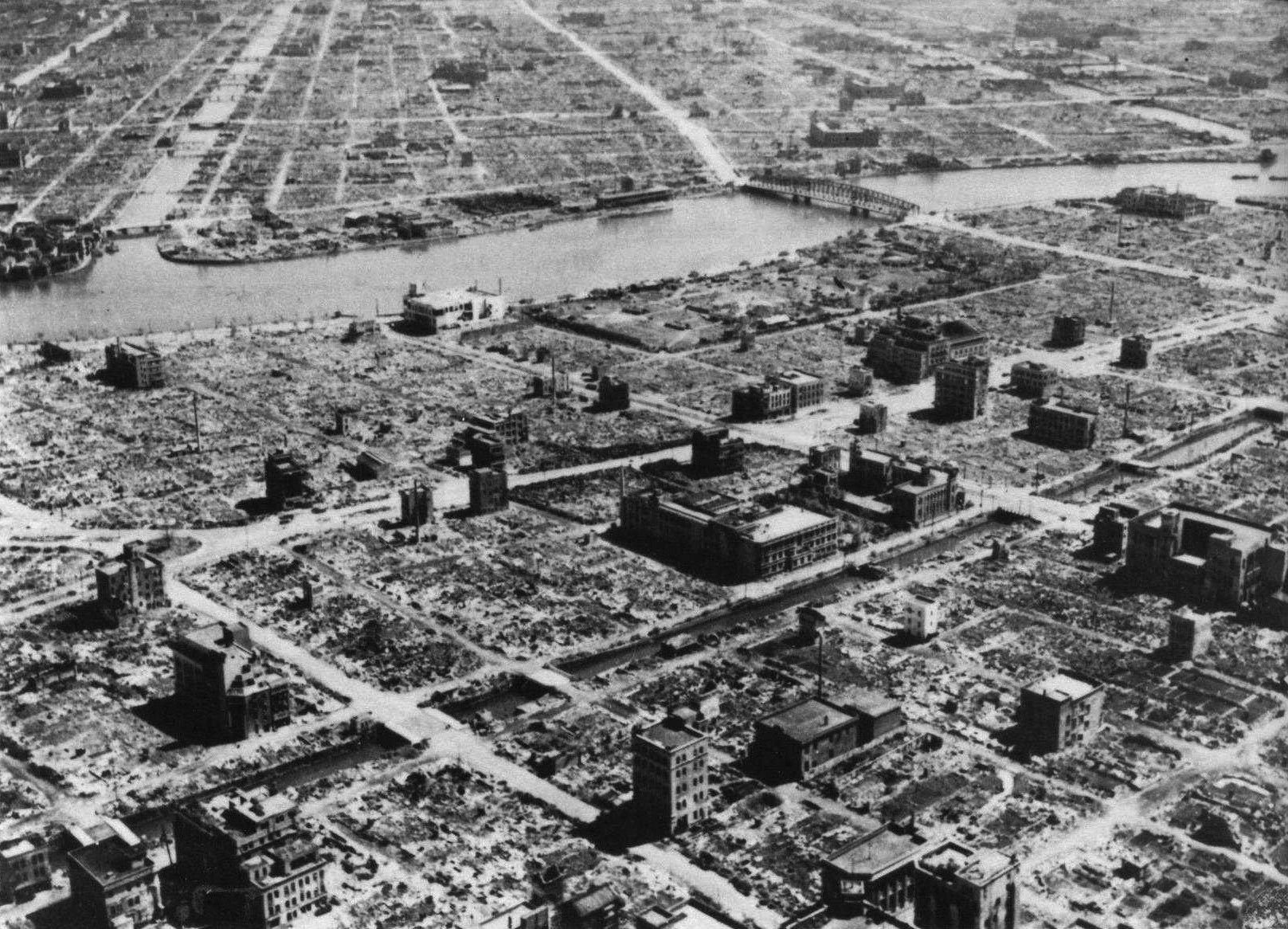
Khu vực dân cư ở Tokyo này gần như đã bị phá hủy sau một cuộc không kích bằng bom cháy quy mô lớn của Không lực B-29 của Quân đội Hoa Kỳ vào ngày 9-10 tháng 3 năm 1945, đây cuộc không kích tàn phá nhất trong lịch sử hàng không quân sự. Vụ đánh bom Tokyo này trong Thế chiến II đã làm giảm một nửa năng suất công nghiệp của thành phố.

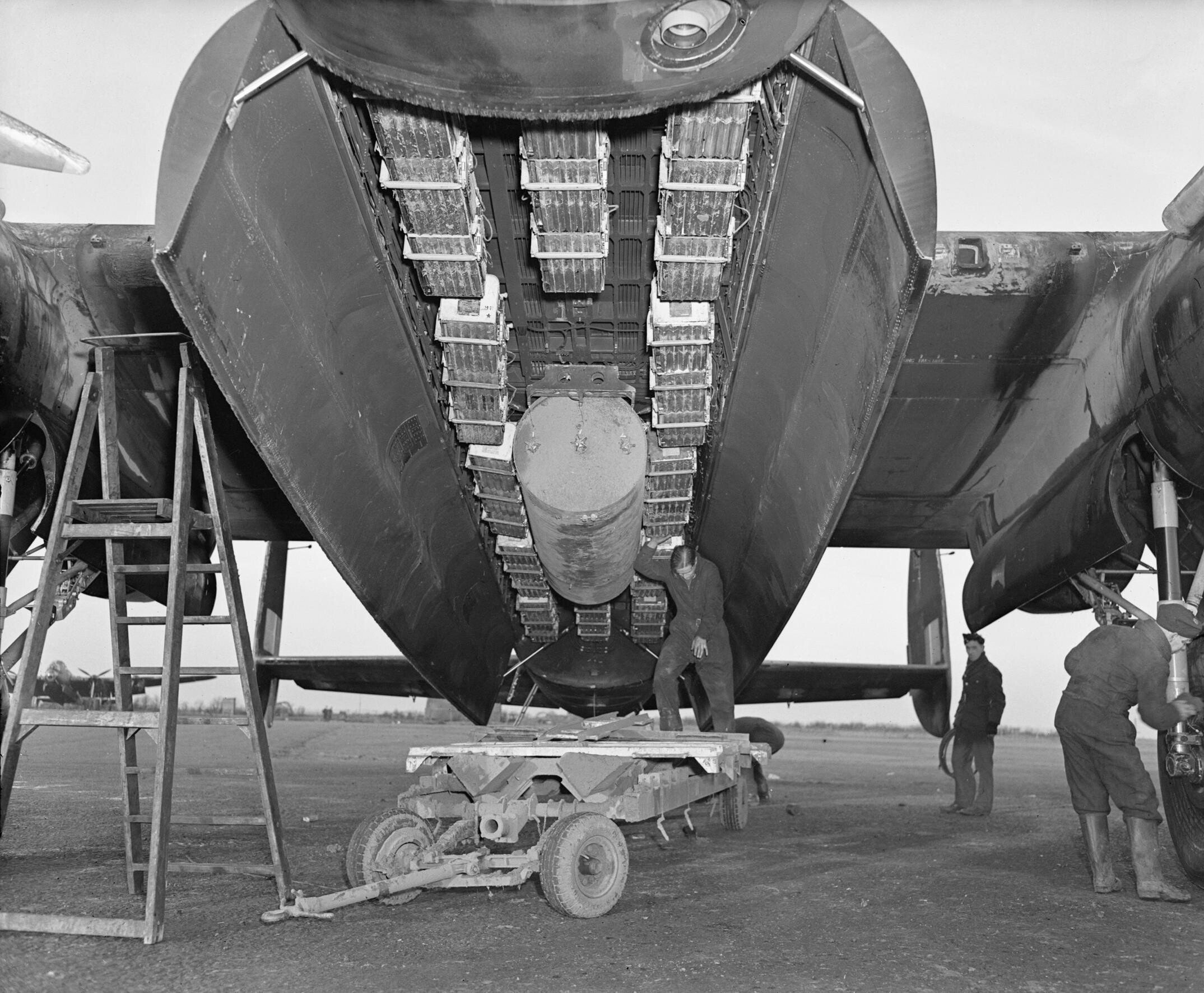
"Ném bom khu vực" kiểu Anh với một quả bom nổ 4000 pound và 12 SBC chứa 2.832 quả bom gây cháy, được quan sát trong một chiếc Avro Lancaster, Thế chiến II

Trong hàng không quân sự, bắn phá khu vực (hoặc ném bom khu vực) là một loại tấn công trên không, trong đó bom được thả trên khu vực mục tiêu chọn trước. Thuật ngữ "ném bom khu vực" đã xuất hiện trong Thế chiến II.
Ném bom khu vực là một hình thức ném bom chiến lược. Chúng phục vụ một số mục đích đan xen: phá vỡ việc sản xuất vật chất quân sự, phá vỡ đường dây liên lạc, chuyển hướng các nguồn lực công nghiệp và quân sự của kẻ thù từ chiến trường chính sang phòng không và sửa chữa cơ sở hạ tầng, và làm mất tinh thần người dân của kẻ thù.
"Ném bom rải thảm", còn được gọi là "ném bom bão hòa" hay "ném bom xóa sổ", đề cập đến một loại ném bom khu vực nhằm mục đích thực hiện phá hủy hoàn toàn khu vực mục tiêu bằng cách ném bom khắp cả khu vực.
Ném bom khu vực tương phản với ném bom chính xác. Là hoạt động ném bom được nhắm vào một mục tiêu đã chọn - không nhất thiết là mục tiêu nhỏ và không nhất thiết là mục tiêu chiến thuật, vì nó có thể là sân bay hoặc nhà máy - nhưng nó không có ý định gây thiệt hại trên diện rộng.